# Gagra
Gagra (grúzul გაგრა , abházul és oroszul Гагра) a Grúziához tartozó, de ténylegesen független Abházia egy városa a Fekete-tenger partján. A szubtrópusi éghajlat miatt hamar népszerű üdülőhellyé vált. Lakossága közel 16 ezer fő volt 2009-ben.

## Földrajz
A kis várost hatalmas hegyek veszik körül. A Gagrai-hegység egészen a partig fut és tele van barlangokkal, festői völgyekkel és szorosokkal. 
Gagra a grúz és abház tengerpart legmelegebb üdülőhelye. A napsütéses napok száma 216, az évi középhőmérséklet 16 °C, a víz hőmérséklete áprilistól novemberig 16–23 °C.

## Történelem
A mai Gagra helyén már az ókorban is település állt. Ezt mai ismereteink szerint a Kolkhisz nevű ókori királyság idején alapították. A város középpontjában megtalálták és feltárták az ősi vár falainak romjait és egy 6. századból származó kis templom maradványait. Ezt az évszázadok során többször restaurálták, de megőrizte eredeti formáját.

## Turizmus
A fő látványosságai:
- 4-5. században épült erőd romjai
- 6. századi templom
- 19. századi védekező torony (Marlinszkij-bástya)
- 19. századi palota
- a szubtrópusi növényzet és parkok (pálma, bambusz, leander, eukaliptusz stb.)

## Galéria

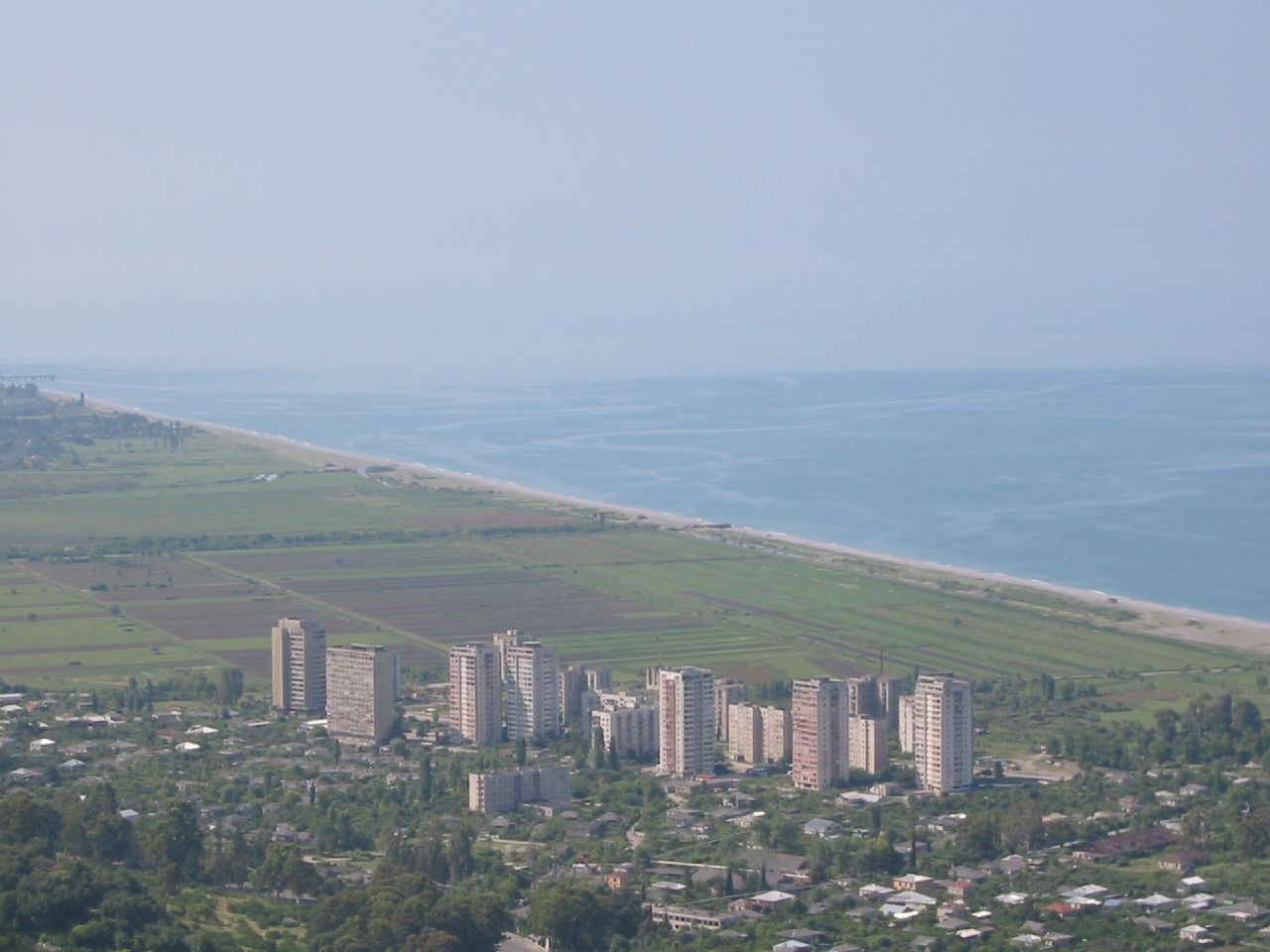
Városrészlet
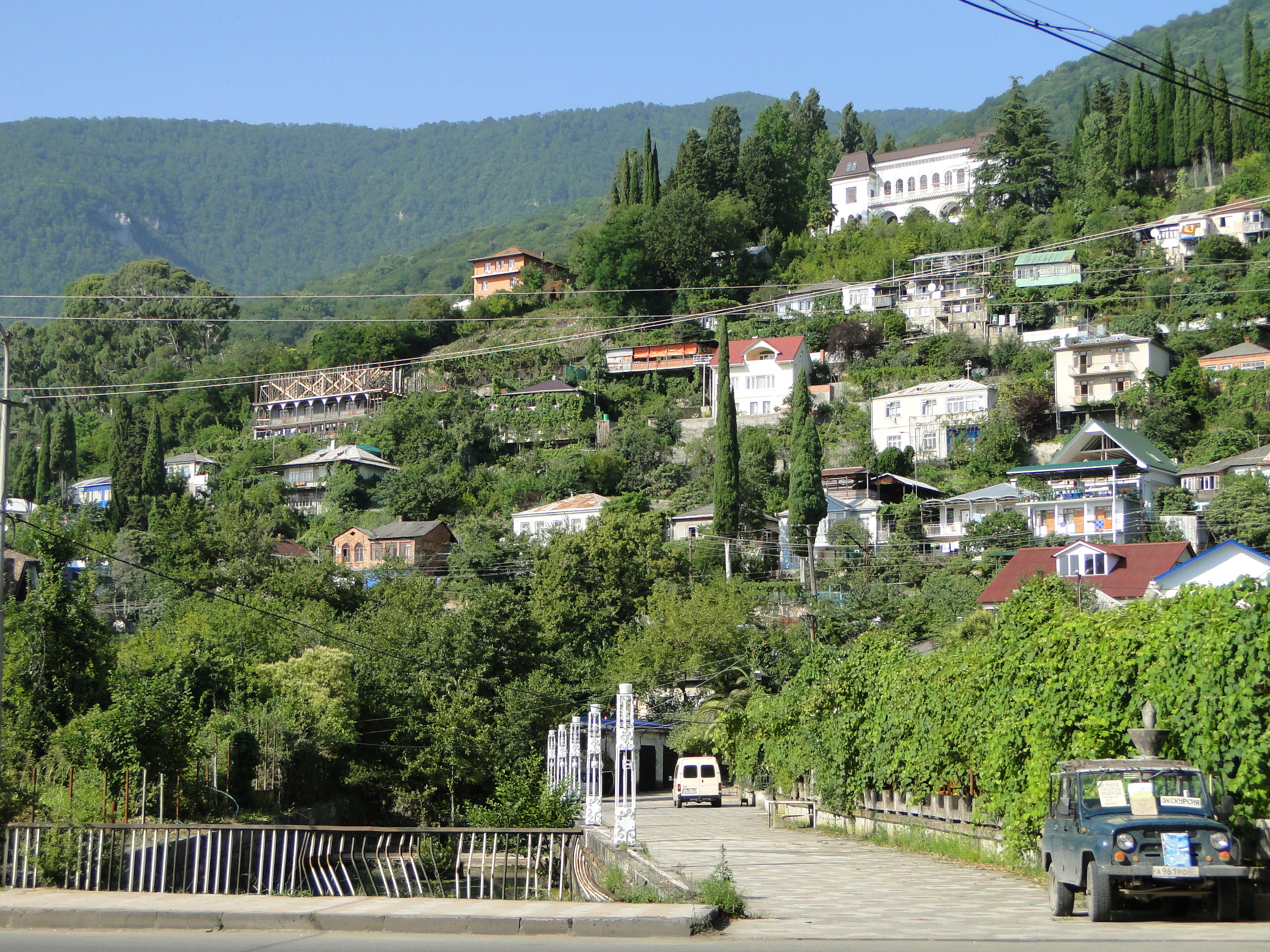
Városrész
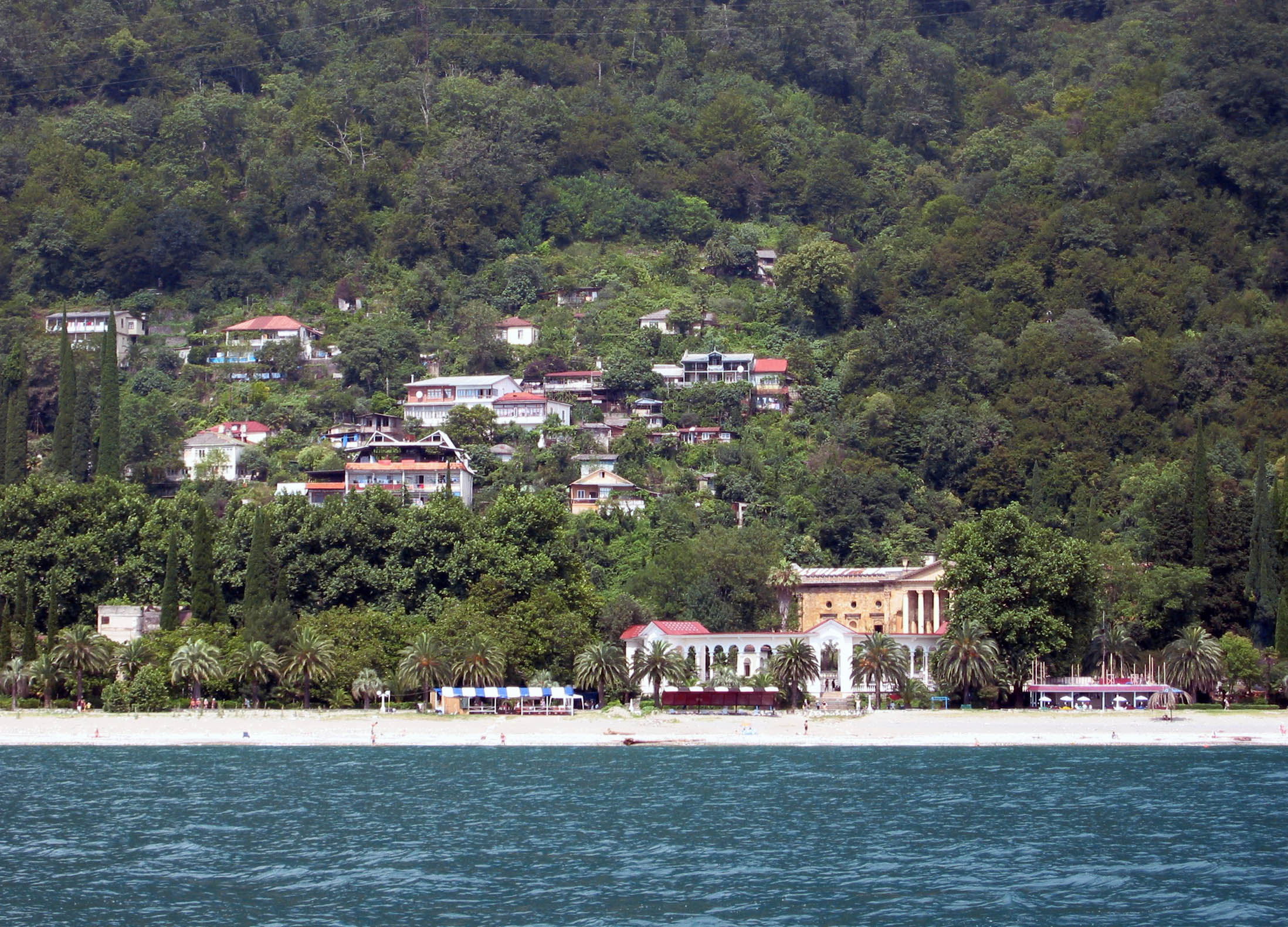
Gagra környéke
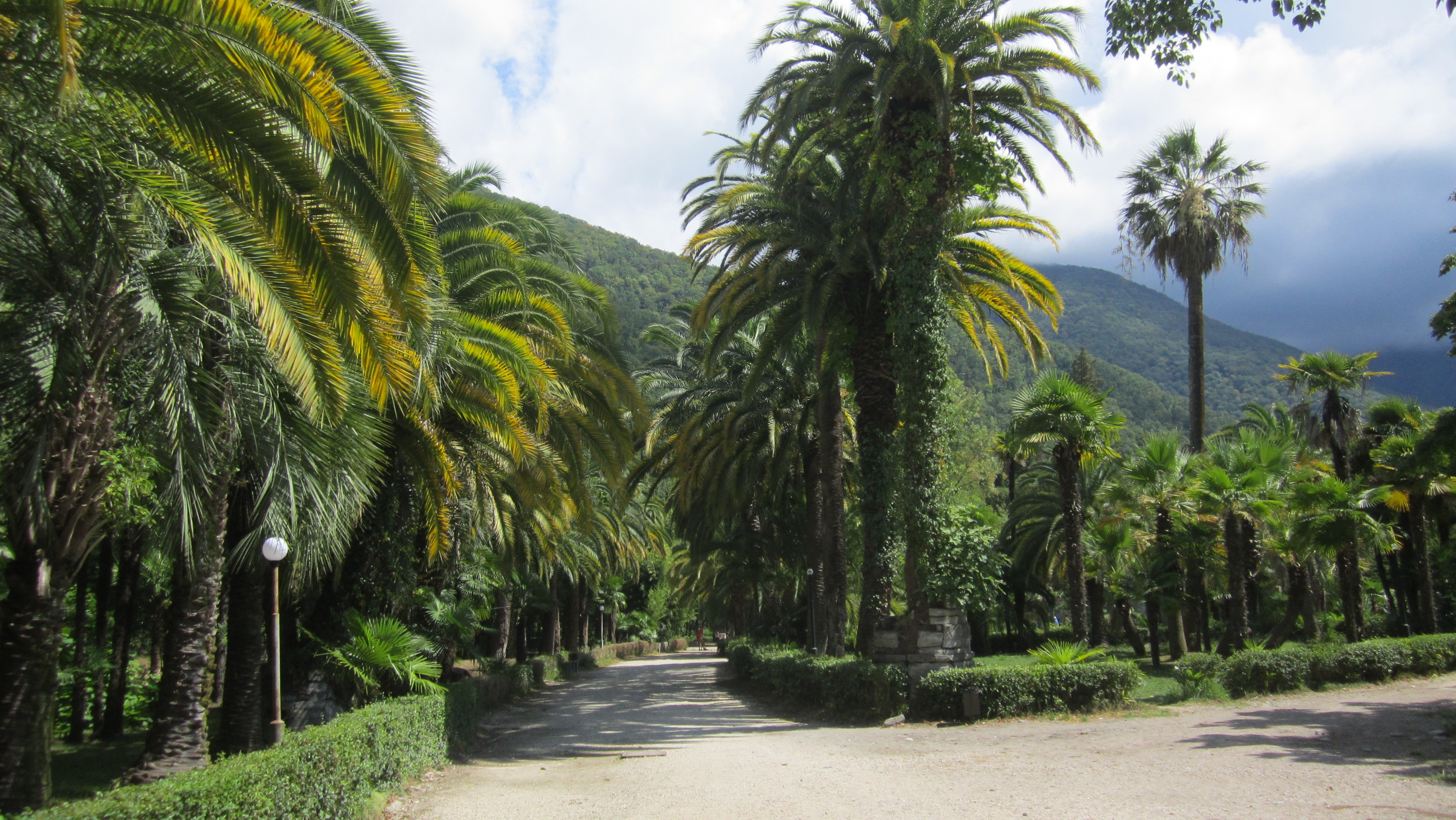
Park
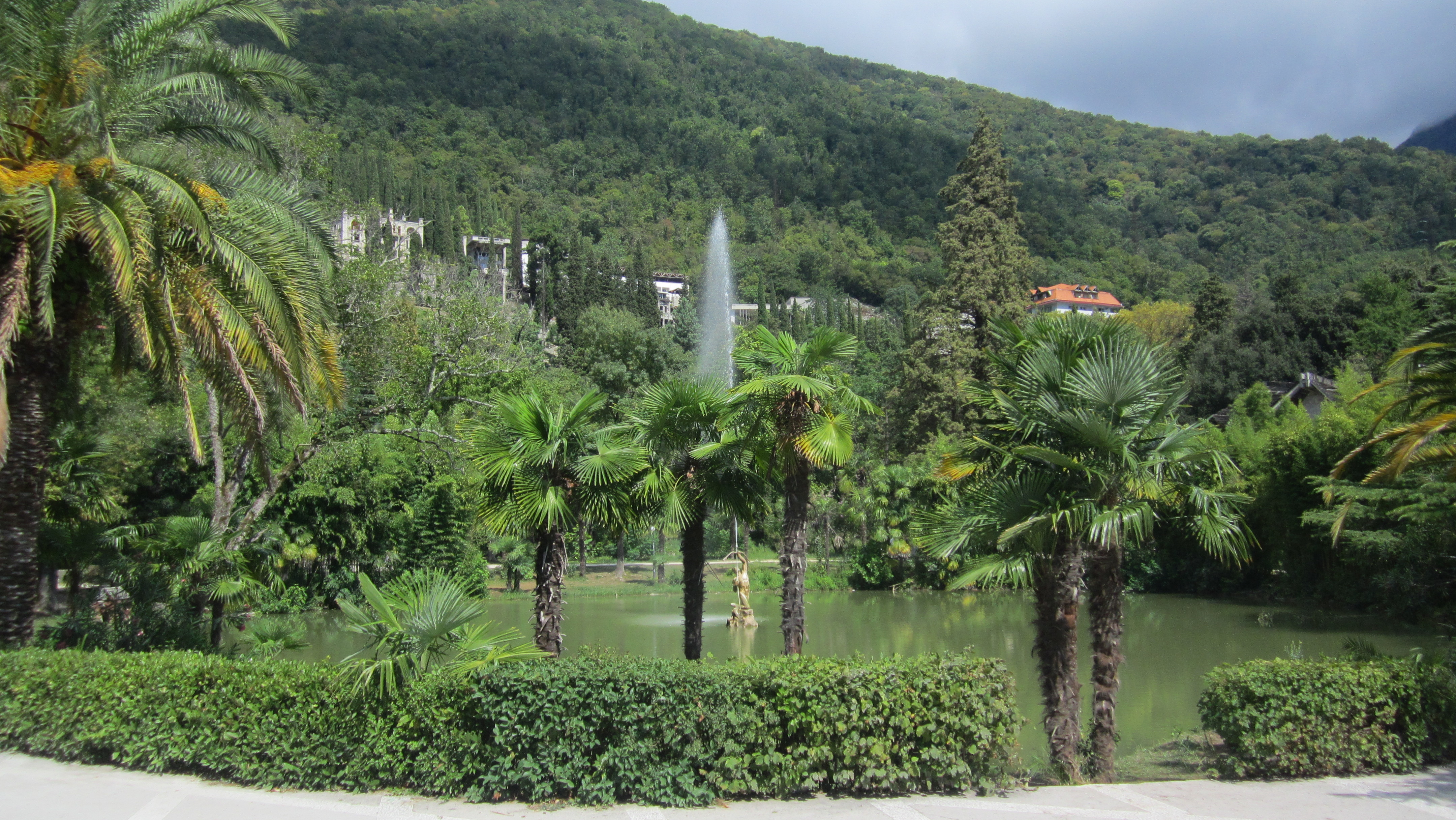

## Fordítás
- Ez a szócikk részben vagy egészben  a   Gagra című angol Wikipédia-szócikk fordításán alapul.  Az eredeti cikk szerkesztőit annak laptörténete sorolja fel. Ez a jelzés csupán a megfogalmazás eredetét és a szerzői jogokat jelzi, nem szolgál a cikkben szereplő információk forrásmegjelöléseként.